# Mikuláš Tomek
Mikuláš Tomek (6. prosince 1791, Nekoř – 11. července 1871, Praha) byl český římskokatolický kněz, katecheta, probošt svatovítské kapituly a spisovatel.

## Život
Studoval na gymnáziu v Rychnově nad Kněžnou a Moravské Třebové, pak filosofii v Litomyšli a v Praze na Karlově univerzitě, kde po přípravném ročníku pokračoval studiem teologie na teologické fakultě, současně byl fundatistou kostela sv. Kajetána. 15. března roku 1815 byl vysvěcen na kněze. Poté, co obhájil doktorát z teologie, stal se katechetou a vyučoval na pražských školách náboženství.
23. května roku 1828 byl zvolen sídelním kanovníkem metropolitní kapituly u sv. Víta v Praze a 15. prosince téhož roku do úřadu potvrzen. Roku 1834 se stal děkanem kapitulního kostela sv. Apolináře v Praze. Roku 1849 byl jmenován děkanem svatovítské kapituly a roku 1863 jejím proboštem.
Na rok 1842 byl jmenován rektorem Univerzity Karlovy.
Roku 1859 daroval 5000 zlatých na založení nadace pro dva seminaristy kněžského semináře.
V letech 1840-1869 bydlel v kanovnickém domě čp. 63/IV na Hradčanském náměstí, pak v domě čp. 60/IV a poslední dva roky života v budově Starého proboštství čp. 48/IV při katedrále. Zemřel v 79 letech a byl pohřben na Malostranském hřbitově.

## Ocenění
Císař František Josef I. jej vyznamenal řádem Železné koruny 2. třídy, včetně nároku na titul barona, o který však Tomek nepožádal, protože si zakládal na původu a příslušnosti k selskému rodu.

## Dílo
- V letech 1828–1830 redigoval Časopis katolického duchovenstva, do něhož pravidelně přispíval statěmi i redakčními zprávami.
- Katechisací o svátosti biřmování. in: Časopis katolického duchovenstva 1828, s. 275.
- Oratio in coena Domini in S. Metropolitana Ecclesia ad S. Vitum habita anno 1832. in: Časopis katolického duchovenstva 1833, s. 335—345.
- Oratio, qua tutelae E. J. Domini Caroli de Chotek Universitatem commendavit. in: Časopis katolického duchovenstva 1842, s. 338.
- Oratio in Coena Domini habita in sacra Metropolitanaecclesia Pragensi. In: Časopis katolického duchovenszva 1844, s. 765-774.
- Handbuch zum grossen österreichischen Katechismus, aus den besten Religionsbüchern zusammengetragen. Prag 1847.
- Krátké vysvětlení katechismu ku prospěchu učitelům a dítkám. Praha 1850.